# 拉加曼加拉體育場
拉加曼加拉國家體育場是泰國最大的體育場。球於於1998年完成興建，座落於首都曼谷並於同年作為1998年亞洲運動會的主場館。另外，球場還曾經舉辦一些大型活動如2007年的夏季世界大學生運動會和2007年亞洲盃的部分賽事。

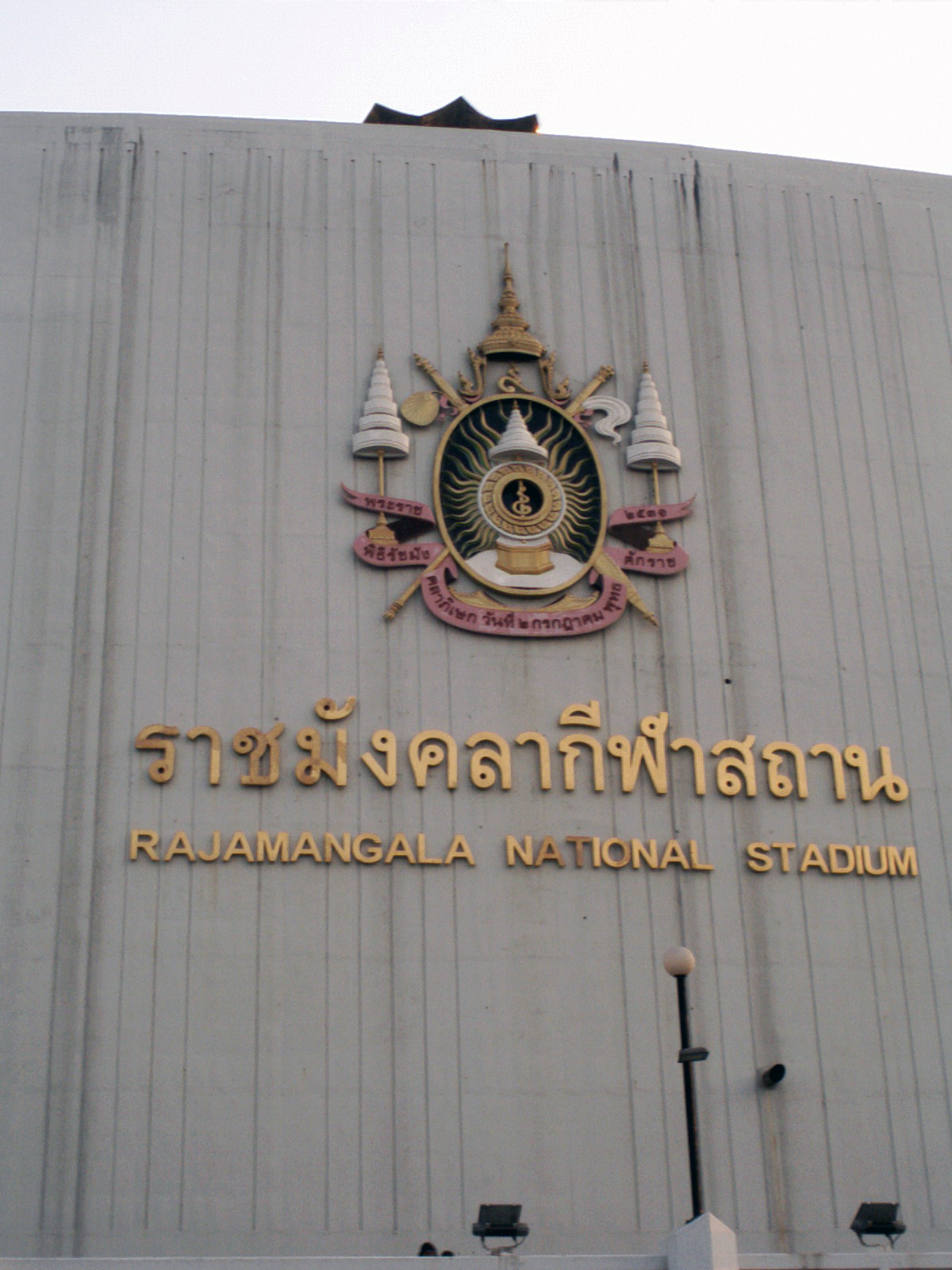
拉加曼加拉國家體育場

2004年尾的12月10日，一間當地的大型唱片公司選擇了球場作為公司10週年的表演場地，歷史性於球場內舉行演唱會。演唱會舉行7小時並演唱了94首歌。
2007年，由於舉辦2007年亞洲盃足球賽，球場改為全座位，容量亦降至51,552人。